# Grateful
Grateful ist ein Lied der britischen Popsängerin Rita Ora aus dem Soundtrack zum Film Beyond the Lights (2014). Die Powerballade, geschrieben von Diane Warren, wurde bei der Oscarverleihung 2015 als „Bester Song“ nominiert.

## Hintergrund
Grateful wurde von Diane Warren für das romantische Filmdrama Beyond the Lights geschrieben. Das Thema des Songs ist Unverwüstlichkeit. Im Text selbst beschreibt das lyrische Ich, wie es trotz aller Widrigkeiten schlussendlich triumphieren kann und wie alle Stolpersteine und Barrieren in ihrem Leben sie zu der Person werden ließen, die sie heute ist. Das Lied wurde auf Wunsch der Regisseurin Gina Prince-Bythewood für die Pop- und R&B-Sängerin Rita Ora geschrieben, für die es ein eher untypischer Song ist. Der Refrain erinnert an Céline Dion.
Der Song wurde am 22. Oktober 2014 über den Soundcloud-Account der Plattenfirma Relativity Music Group hochgeladen. Die Premiere fand über Billboard.com statt. Anschließend erschien der Song am 11. November 2014 auf iTunes als Teil des Soundtracks zum Film.

## Rezeption
Die Veröffentlichung des Songs stand unter keinem guten Stern. So floppte Beyond the Lights trotz regen Zuspruchs der Fans, die ihn gesehen hatten. Der Song wurde weder als Single veröffentlicht noch wurde, trotz Anfrage sowohl der Songwriterin als auch der Regisseurin des Films, ein Musikvideo gedreht. Kurz vorher musste Rita Oras zweites Album verschoben werden, nachdem ihr ehemaliger Freund und Musikproduzent Calvin Harris alle Songs, die er für sie geschrieben hatte, zurückgezogen hat. Von daher war Grateful eine günstige Option, da sie mit der bekannten und erfahrenen Songwriterin Warren zusammenarbeiten konnte. Diese bezeichnete Oras Gesang auf der Powerballade im Vorfeld als „amazing“ und sah für Orda eine gute Möglichkeit, ihre Karriere in die richtige Richtung zu lenken. Trotz des regen Zuspruchs von Warren, tat Ora jedoch wenig, um den Song zu bewerben. Ihre Publicity-Tätigkeit beschränkte sich auf wenige Tweets, während sie stattdessen Doing It, ein Featuring mit Charli XCX bewarb. Daher kümmerte sich alleine Warren um die Promotion. Umso überraschender kam die Oscar-Nominierung. Rita Ora trat dann auch am 22. Februar 2015 bei der Oscarverleihung auf. Den Oscar gewann aber Commons und John Legends Glory aus Selma. Auch Gina Prince-Bythewood ging nach der Preisverleihung auf Distanz zur Sängerin und bereute es, sie gefragt zu haben.
Für Warren war es die siebte erfolglose Nominierung für einen Oscar.